# Далайла Мухаммад
Далайла Мухаммад (англ. Dalilah Muhammad, нар. 7 лютого 1990) — американська легкоатлетка, яка спеціалузіється в бар'єрному бігу, чемпіонка Олімпійських ігор, чемпіонка та призерка чемпіонатів світу, рекордсменка світу. Чемпіонка Олімпійських ігор 2016 року у Ріо-де-Жанейро та срібна призерка Олімпійських ігор 2020 року у Токіо, ставши на останніх змаганнях другою найшвидшою жінкою всіх часів з особистим рекордом 51,58 секунди.

## Із життєпису
Золоту олімпійську медаль та звання олімпійської чемпіонки Далайла виборола на дистанції 400 метрів з бар'єрами на Олімпіаді-2016, що проходила в Ріо-де-Жанейро.
28 липня 2019 на національній першості встановила новий світовий рекорд у бігу на 400 метрів з бар'єрами (52,20), перевершивши попереднє досягнення росіянки Юлії Печонкіної (52,34) 16-річної давнини.
На світовій першості-2019 здобула два чемпіонських звання: у бігу на 400 метрів з бар'єрами, покращивши при цьому на 0,04 секунди встановлений влітку власний світовий рекорд, а також в жіночій естафеті 4×400 метрів.
За підсумками сезону-2019 була визнана Світовою легкою атлетикою «Легкоатлеткою року» (англ. World Athlete of the Year).